# Tanjung Jati (Kisam Ilir)
Tanjung Jati is een bestuurslaag in het regentschap Ogan Komering Ulu Selatan van de provincie Zuid-Sumatra, Indonesië. Tanjung Jati telt 416 inwoners (volkstelling 2010).